# فورد تاندربیرد (نسل دوم)
فورد تاندربیرد (نسل دوم) (Ford Thunderbird (second generation)) خودرویی است که در سال‌های ۱۹۵۸ تا ۱۹۶۰تولید شده‌است.
طراحی آن خودروهای موتور جلو-محور عقب بوده است. سیستم جعبه‌دندهٔ آن ۳ دنده به دو صورت خودکار و دستی است.